# Theodor Horschelt

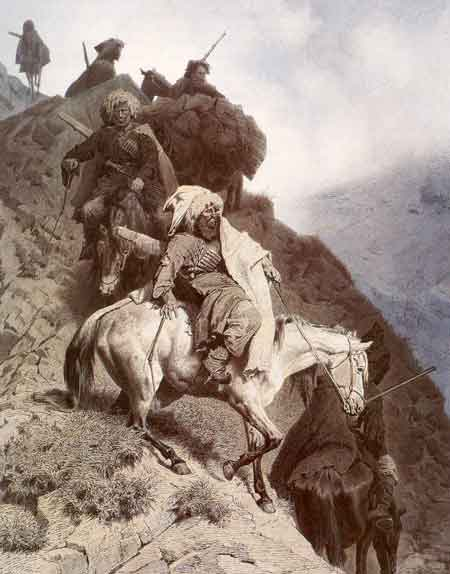
Theodor Horschelt: Cserkeszek

Theodor Horschelt (München, 1829. március 16. – München, 1871. április 3.) német festő.

## Élete
Albrecht Adam és Franz Adam tanítványa volt, de legtöbbet a természet önálló megfigyelése által tanult. Annyira érdeklődött a kaukázusi orosz háború iránt, hogy egészen a csataképfestésre adta magát, lótanulmányokat tett a stuttgarti istállókban, elment Párizsba, Spanyolországba, Algériába, többnyire lovon. 1854-ben hazatért Münchenbe. Tanulmányainak eredménye: Arabok pihenője a pusztában, Mór tábor Algerban című képei. 1858-ban végre elmehetett a Kaukázusba, több évet töltött ott, részt vett a lesghiek és Samil elleni, a csecsinai vállalatokban, sokat utazott Albrecht porosz herceg társaságában és 1863-ban tért vissza Münchenbe. Kitűnő Az elfogott Samilt Barjatinszkij fővezér elé vezetik és A Gunil hegyi Sáncok bevétele című két olajfestménye, nemkülönben számos akvarellképe és krétarajza. Erinnerungsblätter aus dem Kaukasus címen rendkívül sikerült, szellemes tollrajzokat adott ki.